# Sestus
Sestus (Latijnse spelling voor Grieks: Σηστός, Sestos) was een Griekse (oorspronkelijk Thracische) havenstad aan de Europese oever van de Hellespont, gunstig gelegen tegenover Abydos (aan de Aziatische oever).
Reeds in Homerus' Ilias wordt Sestus genoemd als een bondgenoot van de Trojanen. Vanaf ongeveer 600 v.Chr. werd de stad bewoond door Eolische kolonisten afkomstig van het eiland Lesbos, en tijdens de Perzische Oorlogen stond zij gedurende enkele jaren onder Perzische heerschappij. Xerxes liet hier in juni 480 v.Chr. de beide schipbruggen aanleggen om zijn legermacht naar Europa over te brengen. In de winter van 478 v.Chr. werd de stad belegerd en voor Athene veroverd door Xanthippus. Deze liet daarbij de Perzische stadhouder en zijn gezin uitmoorden.
Van 478 tot 404 v.Chr. was Sestus aangesloten bij de Delische Bond, en tijdens de Peloponnesische Oorlog diende het van 411 tot 404 als operatiebasis voor de Atheners, in de strijd tegen Sparta om de controle over de Hellespont. Na de capitulatie van Athene werd Sestus door de Spartanen bezet, maar kwam in 365 opnieuw onder Atheens gezag.
Hiertegen kwam Sestus in opstand, bij het begin van de Attische Bondgenotenoorlog (357-355 v.Chr.), maar de revolte eindigde met een hardhandige onderwerping door de Atheense generaal Chares, die er in 352 v.Chr. een Attische cleruchie vestigde. 
In de lente van 334 v.Chr. was Sestus opnieuw getuige van een grootscheepse overtocht: ditmaal was het Alexander de Grote, die er zijn expeditieleger overbracht naar de Aziatische oever, aan het begin van zijn grote veroveringstocht naar Azië.
In de 3e eeuw v.Chr. was de stad een voortdurende twistappel tussen verschillende Hellenistische vorsten, tot het omstreeks 190 onder het gezag van Pergamon kwam.
In 133 v.Chr. werd het als civitas libera opgenomen in het Romeinse Rijk. Sestus raakte in verval tijdens de Keizertijd, omdat het als belangrijke oversteekplaats tussen Europa en Azië geleidelijk verdrongen werd door Byzantium.

## Trivia
- In de bekende Hellenistische liefdesgeschiedenis van Hero en Leander is Sestus de woonplaats van het meisje Hero.
- In 1810 zwom de Engelse dichter Lord Byron in vier uur van Sestus naar Abydos, om de prestatie van Leander over te doen.